# 52-я стрелковая дивизия (РСФСР)
52-я стрелковая дивизия, ранее — Западная пехотная дивизия и Западная стрелковая дивизия, — оперативно-тактическое войсковое соединение РККА в годы Гражданской войны.
Дивизия начала формироваться 3 августа 1918 года в Москве из польских коммунистов и интернационалистов под наименованием Западная пехотная дивизия; с 11 сентября — Западная стрелковая дивизия, с 5 июля 1919 — 52-я стрелковая дивизия.
В сентябре — ноябре 1918 года на Западном фронте. В декабре 1918 года участвовала в освобождении от немецких оккупантов Волковыска, Лиды, Барановичей, Молодечно. В марте — июле 1919 года вела бои с поляками в районе Лиды, Молодечно, Минска, отбивая атаки противника на эти города; в августе — на барановичском направлении; в сентябре — октябре — в районе Борисова и на реке Березина; в ноябре — в районе Лепеля. Затем переброшена на Южный фронт, находилась в резерве, затем вела бои с войсками Врангеля.
Начдивы: В. А. Ершов (16 августа 1918 — 8 января 1919), Я. М. Маковский (врид. 8 января — 11 февраля 1919), Р. В. Лонгва (11 февраля — 18 сентября 1919), И. И. Раудмец (18 сентября 1919 — 12 мая 1920).